# Cenáculo de los Inmortales
El Cenáculo de los Inmortales fue una tertulia de intelectuales gallegos que a principios del siglo xx solían reunirse por la noche en el Café Suizo de Santiago de Compostela para conversar acerca de su afición común: el arte, con especial atención a la literatura.

## Historia
La tertulia se organizó de forma espontánea hacia mediados de la década de 1910 a partir de algunos de los redactores y colaboradores de la revista Suevia Literaria, a los que pronto se añadieron intelectuales de otros ámbitos de la cultura, como el periodismo, la escultura, la poesía o la pintura. Aunque se definían como aficionados al arte sin más orientación que el ensueño de la poesía y de los altos ideales del alma y de la mente, tenían un gusto común por el modernismo español, matizado en ocasiones con un enfoque regionalista gallego. Algunos de sus principales referentes literarios eran Rubén Darío, Francisco Villaespesa, Emilio Carrere, José Santos Chocano, Amado Nervo y Juan José Llovet.
Su lugar de encuentro era el Café Suizo de Santiago de Compostela, en el bajo del edificio del Recreo Artístico, ubicado en el número 18 de la Rúa Nova. Defendiendo que después del cristianismo nada había contribuido más al desarrollo de la civilización y de la democracia en Europa que los cafés, auténticos hogares, universidades de la política y cuarto de trabajo de los artistas, acostumbraban a reunirse todas las noches en el principal café de la ciudad, repartidos en dos mesas, para comentar y leer las obras ajenas y las propias.

## Tertulianos
Formaban el cenáculo, en orden alfabético: Luis Ameijeiras, Carlos Amigo, Francisco Asorey, Miguel Barca, Xavier Bóveda, Baldomero Cortés, Arturo Gallego, Ramón G. García Lago, los hermanos Benito y Carlos Maside, Manuel Ortiz Novo, Sergio Pino y Amado Villar, en su mayoría escritores, poetas y periodistas, y en algunos casos escultores, pintores, políticos, médicos, abogados y maestros.
El órgano del cenáculo era la revista Suevia Literaria, aunque muchos de sus miembros solían colaborar con Vida Gallega.